# 13th Age
13th Age é um RPG de fantasia criado por Rob Heinsoo (designer-chefe de D&D 4th Edition) e Jonathan Tweet (designer-chefe de D&D 3rd Edition), e publicado pela Pelgrane Press. O jogo tem mais de 25 expansões publicadas desde seu lançamento em 2013, sendo a mais recente publicada em 2020.

## Histórico da publicação
13th Age foi lançado em 3 de agosto de 2013, e o pré-lançamento foi indicado ao RPG Geek do ano de 2013.

## Cenário
A intenção do cenário de 13th Age é ser revelado durante o curso do jogo. Embora haja alguns lugares padrões, 13 imagens que representam deuses poderosos, NPCs para os cenários e um bestiário padrão, a maior parte do cenário depende da criação do personagem. Isso é feito por meio da criação livre das histórias dos personagens e não com as habilidades predefinidas, além disso, de cada personagem tem Uma Coisa Única que pode ser qualquer coisa que não tenha um mecanismo direito. Por exemplo, “Eu sou o único cavaleiro halfling do Imperado Dragão” ou “Eu tenho um coração mecânico feito por anões”, essas duas descrições afetam tanto cada um dos personagens quanto todo o cenário. Em 2018, a Rob Heinsoo Games e a Chaosium publicaram uma expansão alternativa para o mundo de Glorantha de Greg Stafford. 13th Age Glorantha foi financiada pela Kickstarter junto com um volume complementar detalhando ainda mais o mundo, The Gloranthan Sourcebook.

## Sistema
13th Age foi criado para ser parecido com o sistema de D&D em termos de configurações, então ele é um jogo baseado em classes, usando as classes padrões de D&D. Também é baseado em níveis, com dez níveis agrupado em três categorias. 13th Age foi desenvolvido para usar distâncias e posicionamentos abstratos ao invés de miniaturas e grades. Para acelerar o combate, os personagens ganham um bônus progressivo e têm que acertar um número igual ao número de rodadas que já passaram começando a contar a partir da segunda rodada (é usado um dado de seis lados, portanto, o bônus máximo é +6).
Os sistemas de habilidades, presentes nas versões recentes de Dungeons & Dragons, foram substituídos por “histórias” em 13th Age. Os jogadores podem criar histórias para seus personagens que vão dar bônus para as ações no jogo, por exemplo, ao mencionarem um evento em seu passado quando lidaram com um obstáculo parecido e como conseguiram superar ou aprender com a experiência.
Outras diferenças dos jogos padrões de d20 são que essas histórias podem substituir a maioria das magias, os dados de dano com armas podem ser determinados pela classe, os feitiços que só podem ser usados em caso de lançamentos ruins e tratamentos que se assemelham às curas do D&D 4e.
Assim como muitos jogos de d20, The Archmage Engine – 13th Age SRD foi lançado como Conteúdo de Jogo Livre, ou seja, ele pode ser copiado ou modificado.

## História
Depois que deixaram a Wizards of the Coast, os amigos e parceiros de jogos Heinsoo e Tweet decidiram criar um jogo juntos. Na GenCon 2012, o jogo estava pronto para testes, e eles usaram a publicidade criada na GenCon para lançar uma expansão chamada 13 True Ways antes mesmo de 13th Age ser lançado. O jogo foi oficialmente lançado uma semana antes da GenCon 2013.

## Aceitação
13th Age ganhou a prata no Ennie Award de 2014 como “Melhores Regras”.